# Championnats d'Europe de patinage artistique 1962
Navigation
Édition précédente Édition suivante
Les championnats d'Europe de patinage artistique 1962 ont lieu du 27 février au 3 mars 1962 à la patinoire des Vernets de Genève en Suisse.

## Qualifications
Les patineurs sont éligibles à l'épreuve s'ils représentent une nation européenne membre de l'Union internationale de patinage (International Skating Union en anglais). Les fédérations nationales sélectionnent leurs patineurs en fonction de leurs propres critères.
Sur la base des résultats des championnats d'Europe 1961, l'Union internationale de patinage autorise chaque pays à avoir de une à trois inscriptions par discipline. 

## Podiums
| Épreuves                            | Or                                  | Argent                              | Bronze                      |
| ----------------------------------- | ----------------------------------- | ----------------------------------- | --------------------------- |
| Messieurs résultats détaillés       | Alain Calmat                        | Karol Divín                         | Manfred Schnelldorfer       |
| Dames résultats détaillés           | Sjoukje Dijkstra                    | Regine Heitzer                      | Karin Frohner               |
| Couples résultats détaillés         | Marika Kilius / Hans-Jürgen Bäumler | Ludmila Belousova / Oleg Protopopov | Margret Göbl / Franz Ningel |
| Danse sur glace résultats détaillés | Christiane Guhel / Jean-Paul Guhel  | Linda Shearman / Michael Phillips   | Eva Romanová / Pavel Roman  |

## Tableau des médailles
| Rang  | Nation               | Or | Argent | Bronze | Total |
| ----- | -------------------- | -- | ------ | ------ | ----- |
| 1     | France               | 2  | 0      | 0      | 2     |
| 2     | Allemagne de l'Ouest | 1  | 0      | 2      | 3     |
| 3     | Pays-Bas             | 1  | 0      | 0      | 1     |
| 4     | Autriche             | 0  | 1      | 1      | 2     |
| 4     | Tchécoslovaquie      | 0  | 1      | 1      | 2     |
| 6     | Royaume-Uni          | 0  | 1      | 0      | 1     |
| 6     | Union soviétique     | 0  | 1      | 0      | 1     |
| Total | Total                | 4  | 4      | 4      | 12    |

## Détails des compétitions

### Messieurs
| Rang | Nom                   | Nation               | Places | Points | Fig. impo. | Prog. libre |
| ---- | --------------------- | -------------------- | ------ | ------ | ---------- | ----------- |
| 1    | Alain Calmat          | France               | 14     |        | 2          | 1           |
| 2    | Karol Divín           | Tchécoslovaquie      | 15     |        | 1          | 3           |
| 3    | Manfred Schnelldorfer | Allemagne de l'Ouest | 25     |        |            |             |
| 4    | Peter Jonas           | Autriche             | 39     |        |            |             |
| 5    | Emmerich Danzer       | Autriche             | 50     |        |            |             |
| 6    | Bodo Bockenauer       | Allemagne de l'Est   | 61     |        |            | 2           |
| 7    | Robin Jones           | Royaume-Uni          | 61     |        |            |             |
| 8    | Sepp Schönmetzler     | Allemagne de l'Ouest | 74     |        |            |             |
| 9    | Per Kjølberg          | Norvège              | 82     |        |            |             |
| 10   | Valeri Meshkov        | Union soviétique     | 89     |        |            |             |
| 11   | Károly Ujlaky         | Hongrie              | 89     |        |            |             |
| 12   | Malcolm Cannon        | Royaume-Uni          | 128    |        |            |             |
| 13   | Giordano Abbondati    | Italie               | 125    |        |            |             |
| 14   | Heinrich Podhasjski   | Autriche             | 128    |        |            |             |
| 15   | Ralph Borghard        | Allemagne de l'Est   | 129    |        |            |             |
| 16   | Robert Dureville      | France               | 140    |        |            |             |
| 17   | Fritz Keszler         | Allemagne de l'Ouest | 143    |        |            |             |
| 18   | Alain Trouillet       | France               | 155    |        |            |             |
| 19   | Markus Germann        | Suisse               | 170    |        |            |             |
| 20   | Wouter Toledo         | Pays-Bas             | 172    |        |            |             |
| 21   | Ragnar Wikström       | Finlande             | 189    |        |            |             |

### Dames
| Rang | Nom                    | Nation               | Places | Points | Fig. impo. | Prog. libre |
| ---- | ---------------------- | -------------------- | ------ | ------ | ---------- | ----------- |
| 1    | Sjoukje Dijkstra       | Pays-Bas             | 9      |        | 1          | 1           |
| 2    | Regine Heitzer         | Autriche             | 18     |        | 2          |             |
| 3    | Karin Frohner          | Autriche             | 30     |        |            |             |
| 4    | Helli Sengstschmid     | Autriche             | 43     |        |            |             |
| 5    | Diana Clifton-Peach    | Royaume-Uni          | 53     |        |            |             |
| 6    | Nicole Hassler         | France               | 56     |        |            |             |
| 7    | Fränzi Schmidt         | Suisse               | 62     |        |            |             |
| 8    | Jana Mrázková          | Tchécoslovaquie      | 69     |        |            |             |
| 9    | Jacqueline Harbord     | Royaume-Uni          | 71     |        |            |             |
| 10   | Eva Grožajová          | Tchécoslovaquie      | 84     |        |            |             |
| 11   | Sandra Brugnera        | Italie               | 110    |        |            |             |
| 12   | Gabriele Seyfert       | Allemagne de l'Est   | 114    |        |            |             |
| 13   | Helga Zöllner          | Hongrie              | 129    |        |            |             |
| 14   | Karin Dehle            | Norvège              | 133    |        |            |             |
| 15   | Ann-Margreth Frei      | Suède                | 133    |        |            |             |
| 16   | Daniéle Giraud         | France               | 139    |        |            |             |
| 17   | Alena Pokorná          | Tchécoslovaquie      | 154    |        |            |             |
| 18   | Inge Paul              | Allemagne de l'Ouest | 156    |        |            |             |
| 19   | Tamara Bratus          | Union soviétique     | 152    |        |            |             |
| 20   | Christine van de Putte | Belgique             | 175    |        |            |             |

### Couples
| Rang | Nom                                      | Nation               | Places | Points |
| ---- | ---------------------------------------- | -------------------- | ------ | ------ |
| 1    | Marika Kilius / Hans-Jürgen Bäumler      | Allemagne de l'Ouest | 15     |        |
| 2    | Ludmila Belousova / Oleg Protopopov      | Union soviétique     | 19     |        |
| 3    | Margret Göbl / Franz Ningel              | Allemagne de l'Ouest | 20     |        |
| 4    | Gerda Johner / Rüdi Johner               | Suisse               | 37     |        |
| 5    | Irene Müller / Hans-Georg Dallmer        | Allemagne de l'Est   | 47     |        |
| 6    | Brigitte Wokoeck / Heinz-Ulrich Walther  | Allemagne de l'Est   | 63     |        |
| 7    | Milada Kubíková / Jaroslav Votruba       | Tchécoslovaquie      | 68     |        |
| 8    | Diana Hinko / Bernd Henhapel             | Autriche             | 73     |        |
| 9    | Rita Blumenberg / Werner Mensching       | Allemagne de l'Ouest | 69     |        |
| 10   | Liv Lunde / Erik Grünert                 | Norvège              | 93     |        |
| 11   | Jacqueline Steiner / Jean-Pierre Külling | Suisse               | 97     |        |
| 12   | Vera Jeffery / Peter Webb                | Royaume-Uni          | 101    |        |

### Danse sur glace
| Rang | Nom                                      | Nation               | Places | Points | Danses imposées | Danse libre |
| ---- | ---------------------------------------- | -------------------- | ------ | ------ | --------------- | ----------- |
| 1    | Christiane Guhel / Jean-Paul Guhel       | France               | 10     |        | 1               |             |
| 2    | Linda Shearman / Michael Philipps        | Royaume-Uni          | 12     |        | 2               |             |
| 3    | Eva Romanová / Pavel Roman               | Tchécoslovaquie      | 21     |        |                 |             |
| 4    | Mary Parry / Roy Mason                   | Royaume-Uni          | 27     |        |                 |             |
| 5    | Ann Cross / Francis Williams             | Royaume-Uni          | 36     |        |                 |             |
| 6    | Helga Burkhardt / Hannes Burkhardt       | Allemagne de l'Ouest | 46     |        |                 |             |
| 7    | Olga Gilardi / Germano Ceccatini         | Italie               | 46     |        |                 |             |
| 8    | Marlyse Fornachon / Charly Pichard       | Suisse               | 61     |        |                 |             |
| 9    | Jitka Babická / Jaromír Holan            | Tchécoslovaquie      | 65     |        |                 |             |
| 10   | Armelle Flichy / Pierre Brun             | France               | 72     |        |                 |             |
| 11   | Gabriele Rauch / Rudi Matysik            | Allemagne de l'Ouest | 80     |        |                 |             |
| 12   | Györgyi Korda / Pál Vásárhelyi           | Hongrie              | 79     |        |                 |             |
| 13   | Christel Trebesiner / Gerald Felsinger   | Autriche             | 85     |        |                 |             |
| 14   | Maria-Grazia Toncelli / Vinicio Toncelli | Italie               | 95     |        |                 |             |